# سمنة الصخور زرقاء
 السمّنة الشيانيّة  أو سكلة زرقاء أو دُجّ أزرق أو سِكَلة (الاسم العلمي: Monticola solitarius) (بالإنجليزية: Blue Rock Thrush)‏، هو طائر ينتمي إلى صائدة الذباب (فصيلة: Muscicapidae) ، سمنّة شيانيّة: الشيانية باللهجة المحلية الدارجة تعني الشين، أو الأملح  غير جميل، (و السمّنة الشيانيّة) أي غير الجميلة.
طائر ممتلئ الجسم مهاجر شتوي عابر أحياناً، يعيش في المناطق والتلال الصخرية، والأودية، والحدائق الكبيرة، والمناطق الزراعية، وأماكن تجمع القمامة.

## المشخصات
يصل طوله تقرباً إلى 20 سم، يتميز الذكر بلونه الأزرق المنقط بالأصفر الفاتح، وأجنحة وذيله يميلان إلى السواد.
أما  الأنثى  فهي ذات لون بني داكن منقط بالبني الفاتح، تضع الأنثى تقريباً من 2 إلى 6 بيضات بأعشاشها في الشقوق والحفر في التلال الصخرية والجدران والأشجار.

## التغذية
تتغذى على الحشرات والسحالي والثعابين وبعض الفواكه والثمار.

## معرض صور

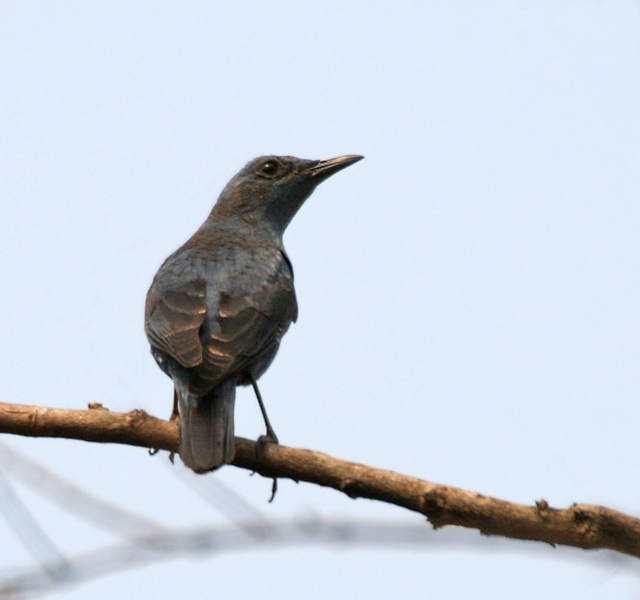
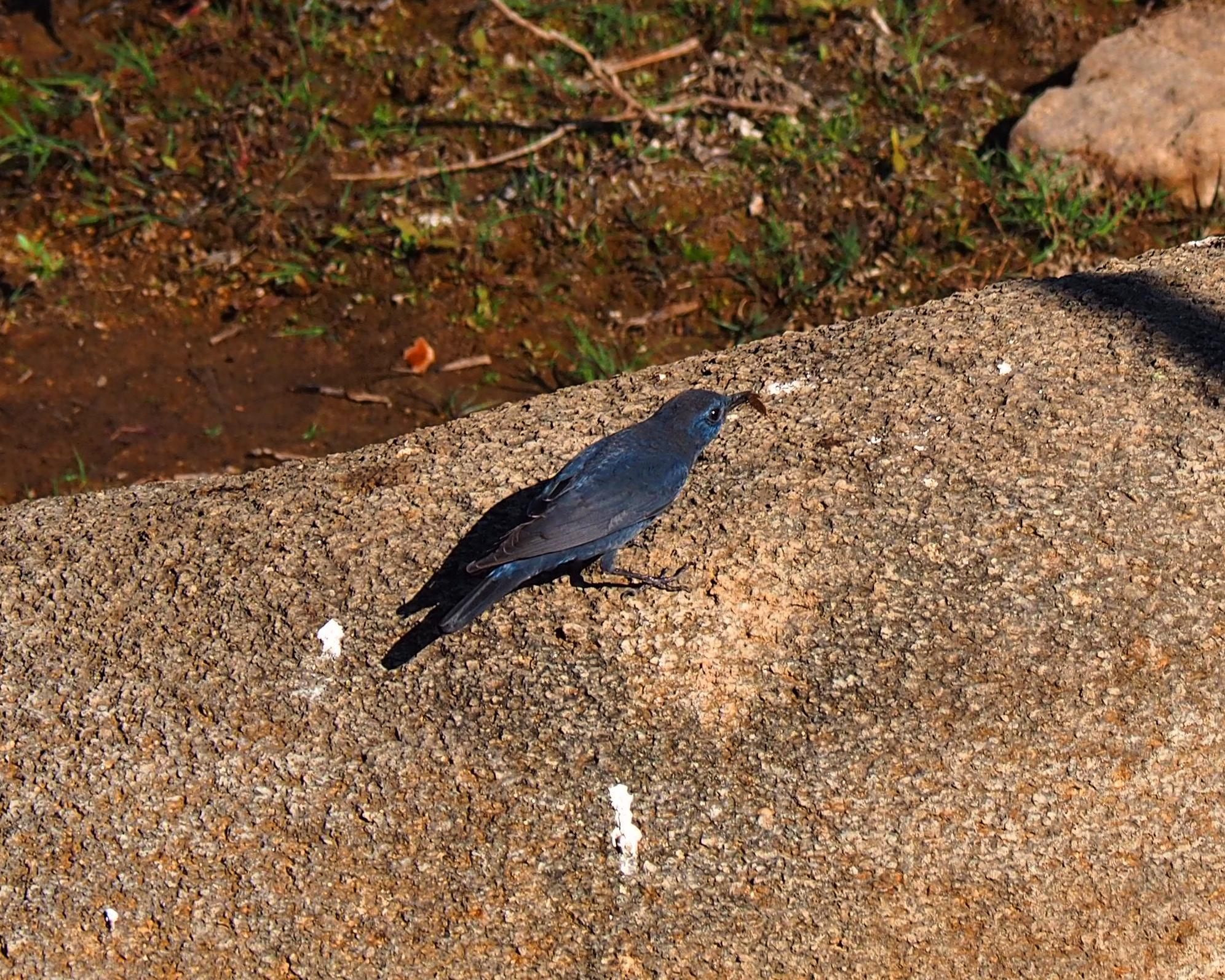
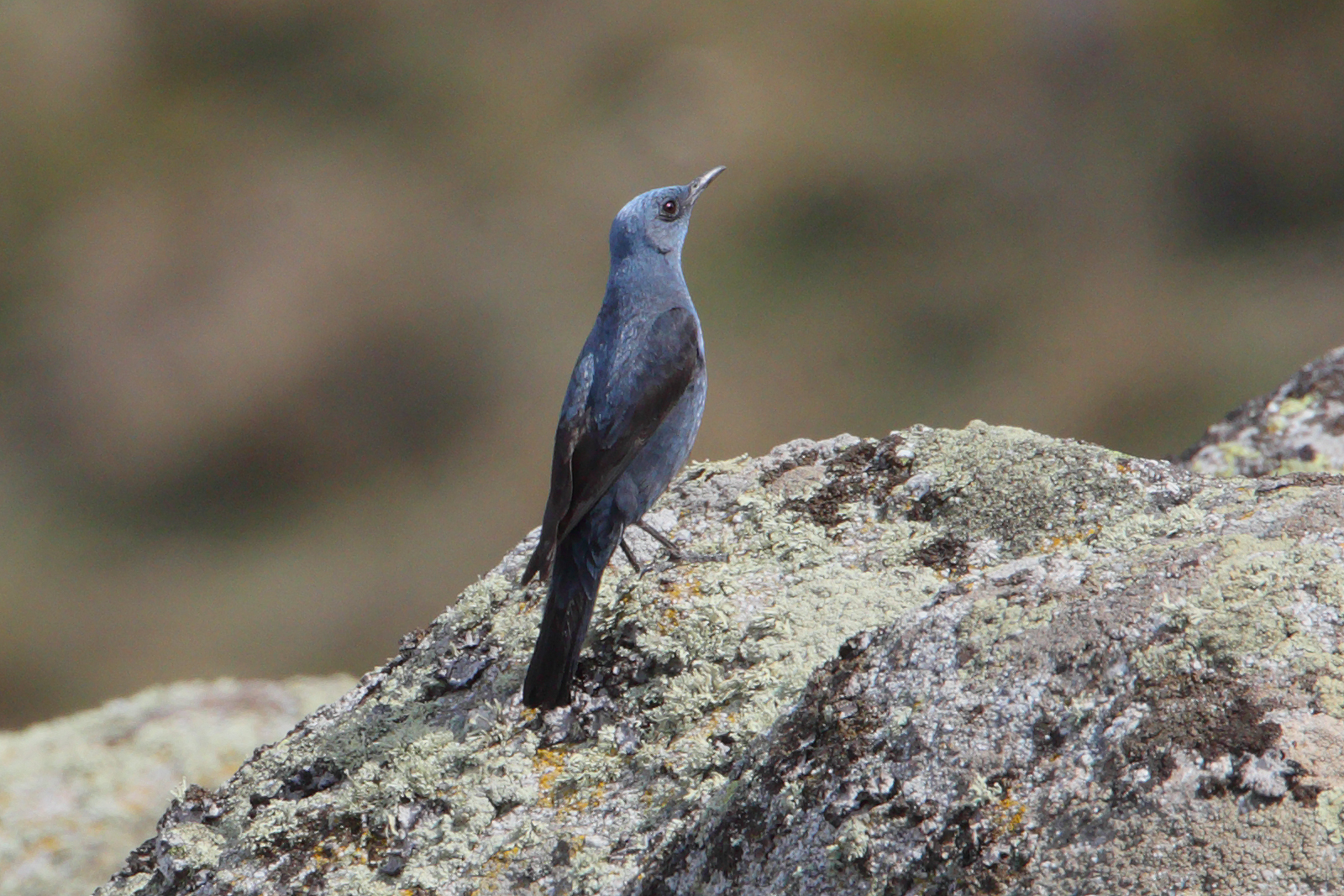
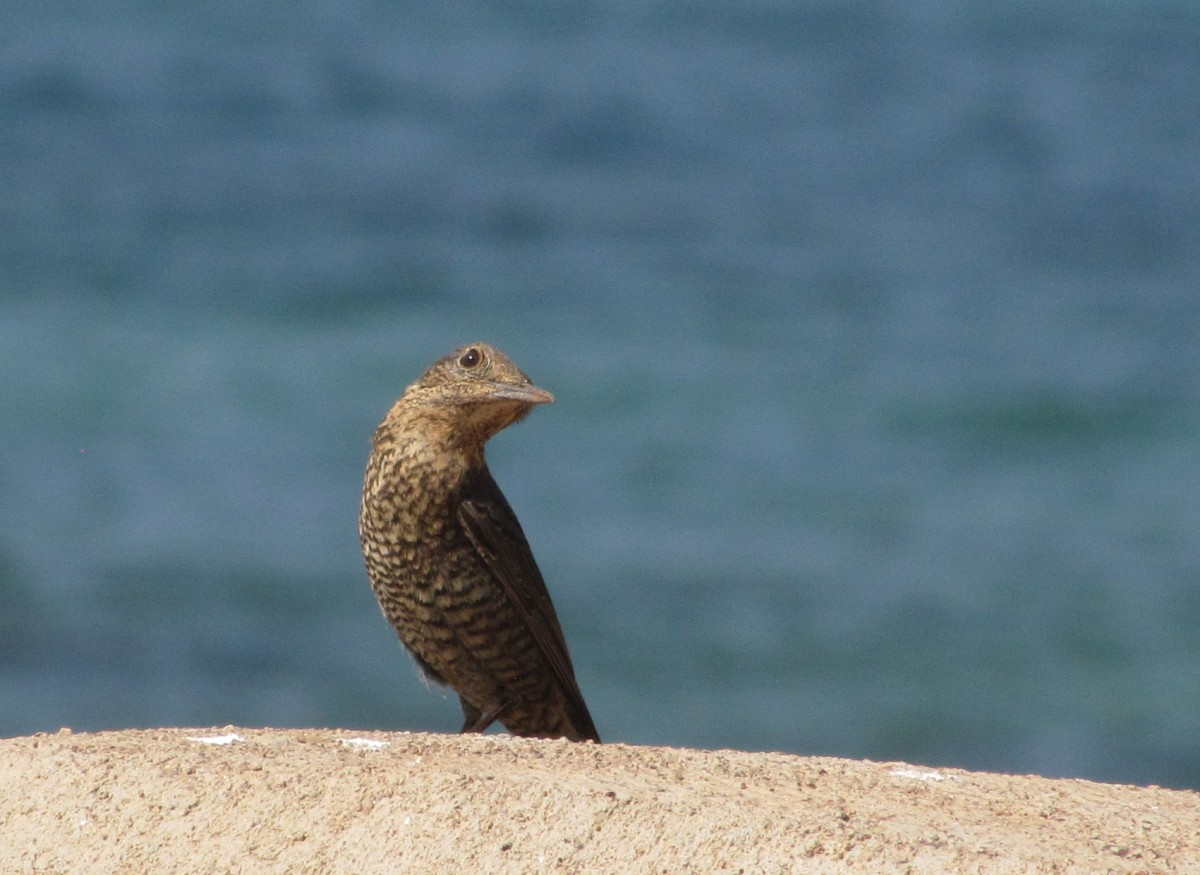
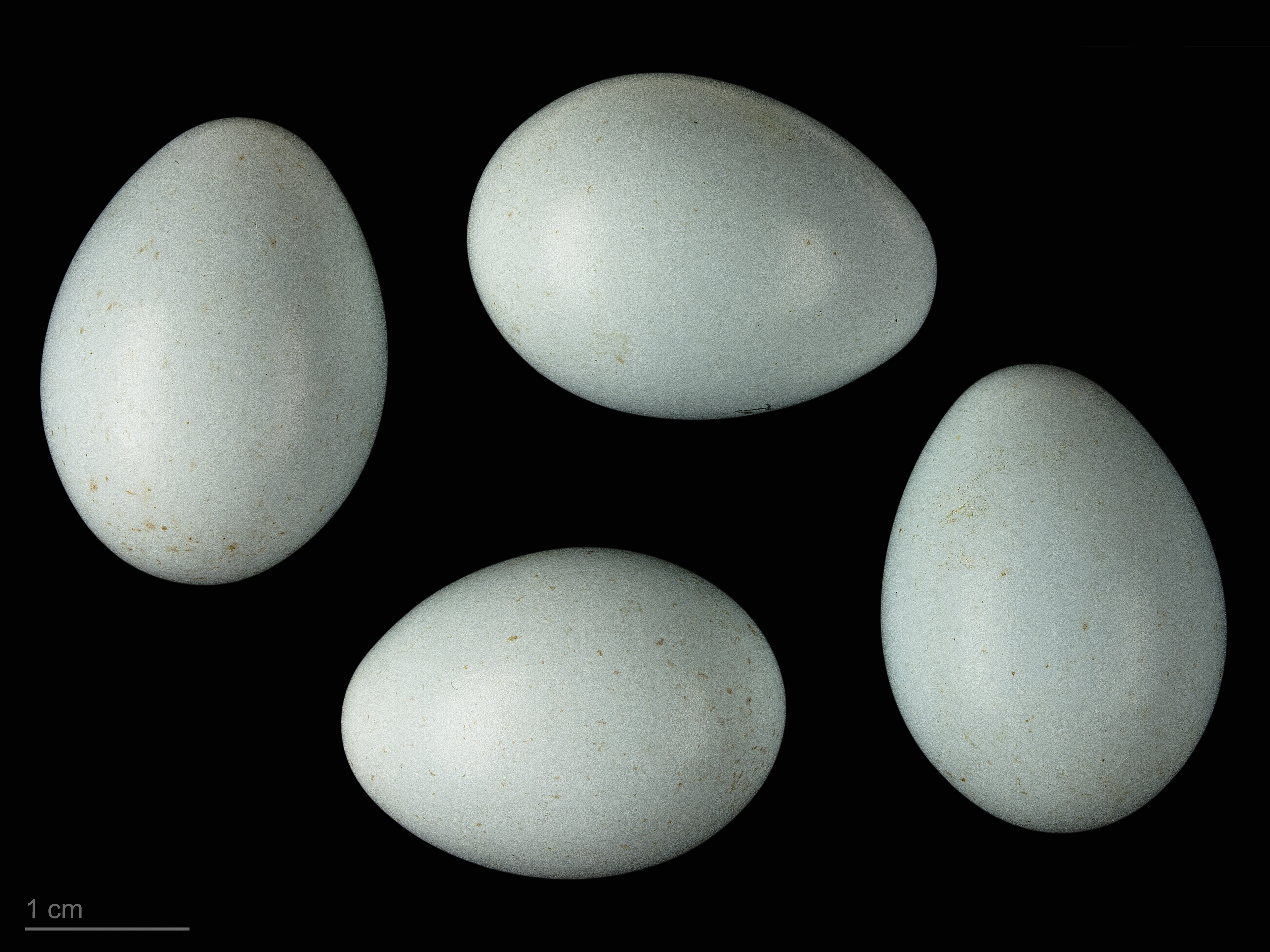
Monticola solitarius solitarius
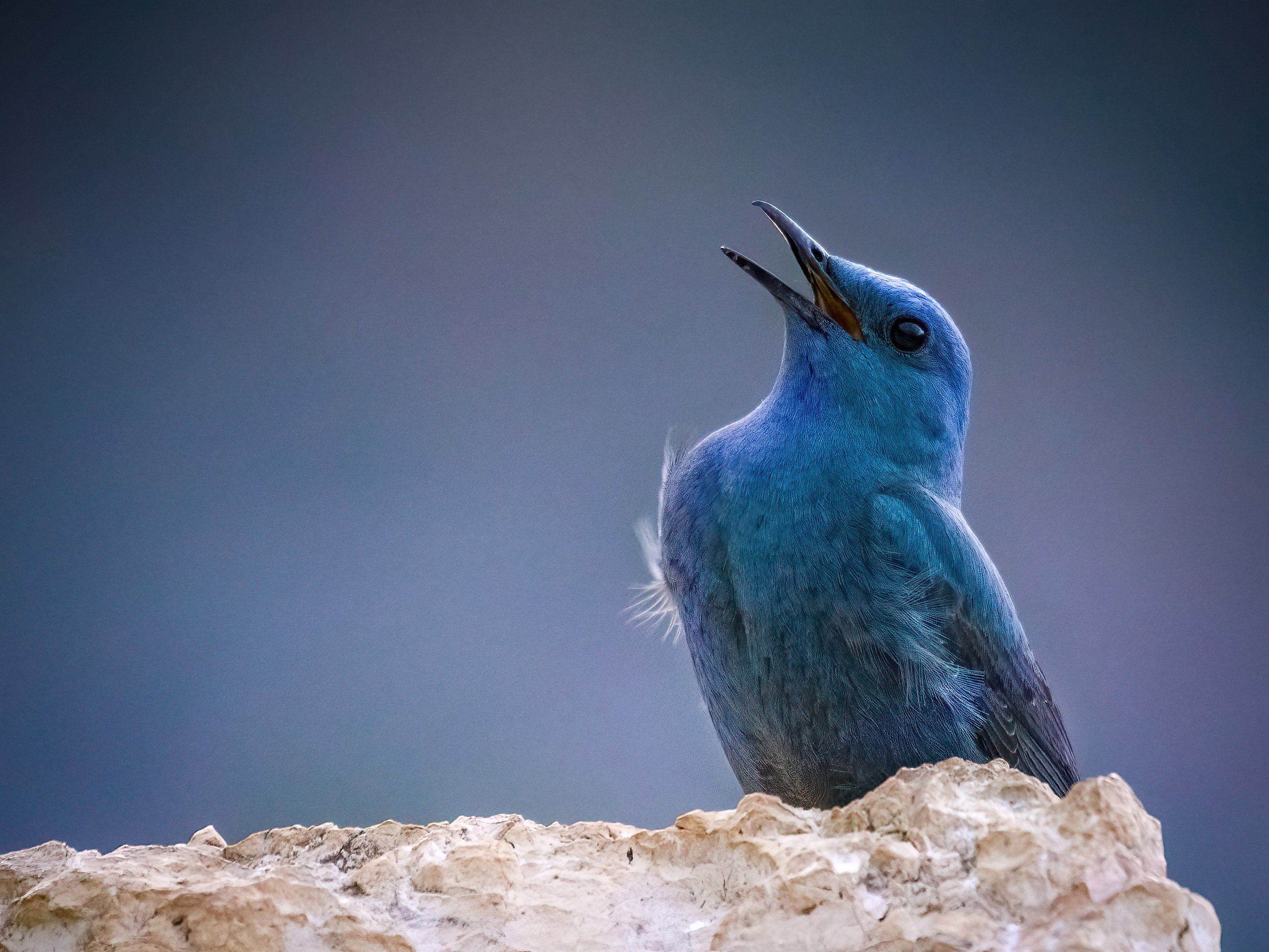
سمنة الصخر الزرقاء